# Cikopo
Cikopo is een bestuurslaag in het regentschap Purwakarta van de provincie West-Java, Indonesië. Cikopo telt 6787 inwoners (volkstelling 2010).